# Подъяково
Подъя́ково — деревня в Щегловском сельском поселении Кемеровского района Кемеровской области. Находится на правом берегу реки Томь, в 25 километрах севернее города Кемерово. Ближайшие сёла: Старая Балахонка в 3,5 км юго-восточнее и Подонино чуть севернее на другом берегу реки.

## История
В июле 1962 года в деревне Подъяково Кемеровской области состоялся VIII Всероссийский слет юных туристов, в котором приняли участие 350 человек из разных уголков Советского Союза 

## Инфраструктура
Санаторий «Кедровый бор», проводится ежегодный мотофестиваль «Полный газ», часовня Казанской иконы Божией Матери, гостиничный комплекс «Загородный Клуб», летний лагерь Кемеровского университета. В деревне 7 улиц.